# YZ Малого Пса
YZ Малого Пса — красный карлик, переменная звезда в созвездии Малого Пса. Видимая звёздная величина — 11,15 — не позволяет видеть звезду невооружённым глазом.
YZ Малого Пса — вспыхивающая звезда, называемая так из-за вспышек, более сильных, чем у Солнца. Эта карликовая звезда приблизительно в три раза больше Юпитера и находится в 20 световых годах от Земли. Является источник радиоизлучения в полосе 50 МГц и сосредоточено на частоте 1464,9 МГц.